# Zwartgerande zakspin
De zwartgerande zakspin (Clubiona comta) is een spinnensoort in de taxonomische indeling van de struikzakspinnen (Clubionidae).
Het dier behoort tot het geslacht Clubiona. De wetenschappelijke naam van de soort werd voor het eerst geldig gepubliceerd in 1839 door Carl Ludwig Koch.